# AK Dubrovnik Racing
Auto klub Dubrovnik Racing, hrvatski automobilistički klub iz Dubrovnika. AK Dubrovnik Racing organizira međunarodnu brdsku utrku Nagrada Dubrovnika – Memorijal Željko Đuratović. Uspješni vozači iz ovog kluba su Dubravko Čikor, Niko Pulić, Đivo Franić, Ante Alduk, Tamas Tomcsanyi, Istvan Kavecz, Tonći Stahor, Željko Franić, Stanko Manenica, Hrvoje Čikor, Laszlo Szasz, Maro Franić i dr.
Klub se do Domovinskog rata zvao Auto moto klub Proleter, pa poslije Auto klub Čikor Pulić, Auto klub Dubrovnik koji je poslije učestalo uz ime imao sponzorovo ime i na kraju se prozvao Auto klub Dubrovnik racing.
Koncem sezone 2016. AK Dubrovnik racing bio je devet puta klupski prvak Hrvatske na brdskim stazama, a sedam puta klupski prvak Hrvatske na kružnim utrkama. Članovi su osvojili još više naslova, a pobjede na utrkama po klasama su mnogobrojne. Vozači Dubrovnik racinga osvojili su nekoliko Zlatnih kaciga i klub je osvojio nekoliko Zlatnih plaketa.

## Vanjske poveznice
- Službene stranice
- Facebook AK Dubrovnik Racing
- Racing.hr  Arhivirana inačica izvorne stranice od 12. studenoga 2019. (Wayback Machine)